# Ludwig Hödl
Ludwig Hödl (* 19. November 1924 in Sonnen; † 22. Mai 2016 in Bochum) war ein deutscher römisch-katholischer Theologe und Professor für Dogmatik und Dogmengeschichte an der Ruhr-Universität Bochum.

## Leben und Wirken
Ludwig Hödl wurde am 19. November 1924 als eines von vier Kindern von Josef und Maria Hödl in Sonnen, Niederbayern, geboren. Nach dem Besuch der Volksschule Sonnen von 1931 bis 1935 wechselte er an das Humanistische Gymnasium Passau, wo er im Sommer 1943 das Abitur ablegte. Direkt im Anschluss wurde Ludwig Hödl zum Kriegsdienst an der russischen Front eingezogen, zuletzt als Leutnant d. R. Im Sommer 1945 kehrte Hödl nach Sonnen zurück, nachdem er aus der Kriegsgefangenschaft fliehen konnte.
Hödl studierte katholische Theologie und Philosophie in Passau. Am 29. Juni 1951 empfing er in Passau die Priesterweihe durch Bischof Simon Konrad Landersdorfer. Nach seiner Primiz in Sonnen trat er am 1. August 1951 seine erste Stelle als Kaplan in der Pfarrgemeinde Grafenau an. Bereits ein Jahr später wurde Ludwig Hödl vom Bistum Passau zum Promotionsstudium freigestellt. 1955 wurde er an der Katholisch-Theologischen Fakultät der Ludwig-Maximilians-Universität München mit einer von Michael Schmaus betreuten Dissertation über mittelalterliche Sakramententheologie zum Dr. theol. promoviert. Sie erschien 1956 unter dem Titel Die Grundfragen der Sakramentenlehre nach Hervaeus Natalis OP. Von 1955 bis 1958 hielt er sich für Handschriftenstudien als Stipendiat der Deutschen Forschungsgemeinschaft in München, Rom (Bibliotheca Vaticana) und Paris auf. 1958 erfolgte an der Universität München die Habilitation mit einer Arbeit über die Geschichte der scholastischen Literatur und der Theologie der Schlüsselgewalt. Sie wurde 1960 publiziert in der renommierten Reihe „Beiträge zur Geschichte der Philosophie und Theologie des Mittelalters“, deren späterer Mitherausgeber 1968–2006 Hödl selber werden sollte. Bereits 1959 erfolgte die Ernennung zum Professor für Dogmatik und theologische Propädeutik an der Katholisch-Theologischen Fakultät der Rheinischen Friedrich-Wilhelms-Universität Bonn. Zum Sommersemester 1964 wurde Ludwig Hödl auf den Lehrstuhl für Dogmatik und Dogmengeschichte an der Katholisch-Theologischen Fakultät der damals neu gegründeten Ruhr-Universität Bochum berufen, der er auch nach seiner Emeritierung im Jahre 1990 sehr verbunden blieb. 1974 lehnte Hödl eine Rufanfrage des Pontifical Institute of Medieval Studies Toronto ab. 1975 war er Wissenschaftlicher Leiter des Fernstudien-Lehrgangs für Katholische Theologie. In den Jahren 1979–1982 wirkte Hödl als Mitglied der zentralen Kommission für die Förderung des wissenschaftlichen Nachwuchses, 1982–1984 dann als Vorsitzender dieser Kommission. Zeitweise arbeitete Hödl auch als Fachgutachter für katholische Theologie für die Deutsche Forschungsgemeinschaft.
Zu den Schwerpunkten seiner Forschungstätigkeit gehörten vor allem die mittelalterlich-scholastische Theologie und Philosophie in ihrer ganzen Breite. Auf diesen Gebieten publizierte er eine Vielzahl von wissenschaftlichen Beiträgen, besonders zur Gotteslehre, theologischen Anthropologie, Ekklesiologie und Sakramentenlehre, vor allem zur allgemeinen Sakramentenlehre, zum Bußsakrament und speziell zur Eucharistie- und Transsubstantiationslehre. Bis ins hohe Alter hinein beschäftigte er sich mit der theologischen Erforschung des Werkes des von ihm besonders geschätzten Thomas von Aquin, mit der thomistischen Tradition, darunter auch Meister Eckhart, aber ausführlich auch mit den Thomas-kritischen Traditionen, z. B. bei Heinrich von Gent. Erwähnt sei ferner seine Mitherausgeberschaft der „Beiträge zur Philosophie und Theologie des Mittelalters“, seine Mitarbeit an der in Löwen, Belgien, erschienenen Edition der Opera omnia des Heinrich von Gent († 1293), seine Mitherausgeberschaft (Fachberater „Scholastische Theologie“) des „Lexikon des Mittelalters“ sowie die systematische Erarbeitung, Korrektur und Fortsetzung des von Johann Baptist Schneyer grundgelegten „Repertorium der lateinischen Sermones des Mittelalters“. Hödl war u. a. Mitglied der Görres-Gesellschaft, der Societé internationale pour l'étude de la philosophie médiévale und des Mediävistenverbandes (1987–1990 im Beirat).
„Durch seine zahllosen Publikationen hat er Wesentliches zur wissenschaftlichen Erforschung der Dogmengeschichte beigetragen und für das historisch geschärfte Problembewusstsein der katholischen Theologie wichtige Beiträge geleistet.“ Joseph Ratzinger, der spätere Papst Benedikt XVI., mit dem Hödl seit seinen Bonner Jahren sehr eng befreundet war, schreibt in seiner Autobiographie über Ludwig Hödl: „ein großer Kenner der ungedruckten Quellen mittelalterlicher Theologie, dessen Meisterschaft in der Schule von Schmaus immer mit Recht bewundert worden war“. Karl Rahner, der besonders Hödls Habilitationsschrift zur Geschichte der scholastischen Literatur und der Theologie der Schlüsselgewalt für seine Studien zur Buß- und Ablassgeschichte schätzte, nannte Hödl zusammen mit den Patristikern Heinrich Bacht und Alois Grillmeier sowie dem Mediävisten Johann Auer als einen der führenden dogmen- und theologiehistorischen Forscher in der deutschen katholischen Theologie.
Zu Hödls Schülern gehören u. a. Theodor Schneider, Heinrich J. F. Reinhardt, Gerd Lohaus, Manfred Gerwing und Matthias Laarmann.
Hödls wissenschaftliches und pastorales Wirken wurde 1992 mit der Ernennung zum Päpstlichen Ehrenprälaten gewürdigt.

## Schriften

### Bibliographie
- Ludwig Hödl: Monographien. Aufsätze. Lexikonartikel. Rezensionen, in: Ludwig Hödl: Welt-Wissen und Gottes-Glaube in Geschichte und Gegenwart. Festgabe für Ludwig Hödl zu seinem 65. Geburtstag. Ausgewählte Aufsätze. Gesammelte Forschungen. Hrsg. von Manfred Gerwing. St. Ottilien: EOS 1990, S. 297–315.

### Monographien (in Auswahl)
- Die Grundfragen der Sakramentenlehre nach Herveus Natalis O.P. (Münchner Theologische Studien, Syst. Abt. 10). München: Zink 1956 [Dissertation].
- Die Lehre des Petrus Johannis Olivi O.F.M. von der Universalgewalt des Papstes. Eine dogmengeschichtliche Abhandlung auf Grund von edierten und uneditierten Texten (Mitteilungen des Grabmann-Instituts 1). München: Hueber 1958.
- Die Geschichte der scholastischen Literatur und der Theologie der Schlüsselgewalt. 1. Teil: Die scholastische Literatur und die Theologie der Schlüsselgewalt von ihren Anfängen bis zur Summa Aurea des Wilhelm von Auxerre (Beiträge zur Geschichte der Philosophie und Theologie des Mittelalters 38/4). Münster: Aschendorff 1960 [Habilitationsschrift].
- Der Anspruch der Philosophie und der Einspruch der Theologie im Streit der Fakultäten (Mitteilungen des Grabmann-Instituts 4). München: Hueber 1960
- Von der Wirklichkeit und Wirksamkeit des dreieinen Gottes nach der appropriativen Trinitätstheologie des 12. Jahrhunderts (Mitteilungen des Grabmann-Instituts 12). München: Hueber 1965.

### Herausgeber / Editor (in Auswahl)
- De iurisdictione: Ein unveröffentlichter Traktat des Hervaeus Natalis O.P. († 1323) über die Kirchengewalt (Mitteilungen des Grabmann-Instituts 2). Hueber, München 1959.
- Johannes Quidort von Paris O.P. De confessionibus audiendis (Quaestio disputata Parisius de potestate papae) (Mitteilungen des Grabmann-Instituts 6). München: Hueber 1962.
- Ludwig Hödl / Dieter Wuttke (Hrsg.): Probleme der Edition mittel- und neulateinischer Texte. Kolloquium der Deutschen Forschungsgemeinschaft Bonn 26.–28. Februar 1973. Boppard: Boldt 1978.
- Henricus Gandavensis: Tractatus super facto praelatorum et fratrum (Quodlibet XII, Quaestio 31) (Opera omnia XVII). Löwen: Peters 1989.